# Drosophila othoni
Drosophila othoni är en tvåvingeart som beskrevs av Pipkin 1964. Drosophila othoni ingår i släktet Drosophila och familjen daggflugor.
Artens utbredningsområde är Panama.